# Esther Rantzen
Dame Esther Louise Rantzen, née le 22 juin 1940 est une présentatrice et également journaliste de télévision anglaise. Elle a notamment présenté la série télévisée de la BBC That's Life! pendant 21 ans, de 1973 à 1994.
Très impliquée dans la vie caritative, elle a fondé l'organisation caritatives Childline, une ligne d'assistance téléphonique pour les enfants, qu'elle a créée en 1986, et The Silver Line, conçue pour lutter contre la solitude dans la vie des personnes âgées, qu'elle a créée en novembre 2012. Elle est elle-même atteinte d'un cancer.